# SimFarm
SimFarm – gra komputerowa wyprodukowana i wydana przez Maxis na platformę Windows, Macintosh oraz DOS.

## O grze
W SimFarm gracz zarządza wirtualnym gospodarstwem rolnym. Gra daje możliwość zasiewów, sprzedawania plonów oraz tworzenia i utrzymania trzody chlewnej. W grze występuje również pogoda, która determinuje wiele czynników rządzących grą. Tak jak w SimCity w SimFarm występują katastrofy, które krzyżują plany gracza, są to m.in. tornada, szkodniki i pożary.